# イナズマイレブン2 脅威の侵略者
『イナズマイレブン2 脅威の侵略者』（イナズマイレブンツー きょういのしんりゃくしゃ）は、レベルファイブが製作したニンテンドーDS用収集・育成サッカーRPG。『イナズマイレブン』シリーズの第2作。
『イナズマイレブン』の続編に当たる。2009年10月1日に『ファイア』『ブリザード』の2つのバージョンが発売された。

## 概要
2バージョンは、それぞれ登場する敵チームなどが若干異なる。
劇中のアニメーションは、前作およびテレビアニメ版の制作を手がけるオー・エル・エムが担当。
なお、本作発売に先駆け、アニメ版27話から52話まではアニメ版がゲーム版の内容を先取りしていた。
2009年12月16日、発売から約2ヵ月半で合計出荷本数が100万本に達した。

## 登場人物

### 主要人物
円堂 守（えんどう まもる）
声 - 竹内順子
本作の主人公。ポジションはGK。雷門サッカー部の熱血キャプテン。どんな時でも絶対に諦めない心を持つ。
豪炎寺 修也（ごうえんじ しゅうや）
声 - 野島裕史
ポジションはFW。雷門サッカー部を全国優勝に導いたクールなエースストライカー。しかし、監督の指示でチームを去ってしまう。
鬼道 有人（きどう ゆうと）
声 - 吉野裕行
ポジションはMF。雷門サッカー部の司令塔で、天才ゲームメーカーと呼ばれている。元々は帝国サッカー部のキャプテンだったが、ある事情から雷門中に転入し雷門イレブンの一員になった。
吹雪 士郎（ふぶき しろう）
声 - 宮野真守
ポジションはFW/DF。北海道にある白恋中学校の2年生で、サッカー部キャプテン兼エースストライカー。チームを抜けた豪炎寺に代わって、新たな雷門イレブンのエースストライカーとなる。風丸をも上回るスピードと強力なシュート技をあわせ持つ。普段は穏やかだが、試合になると攻撃的な性格になる。得意技は「エターナルブリザード」。
吉良 瞳子（きら ひとみこ）
声 - 北西純子
謎めいたイナズマキャラバンの新監督。なぜかエイリア学園のことに詳しい。

### 雷門サッカー部
風丸 一郎太（かぜまる いちろうた）
声 - 西墻由香
ポジションはDF。風のようなスピードが特徴で、ディフェンス陣を統率する。ジェネシスとの実力差を目の当たりにし、苦悩する。
染岡 竜吾（そめおか りゅうご）
声 - 加瀬康之
ポジションはFW。雷門サッカー部のストライカーの1人。ケンカっ早い性格で、豪炎寺に代わって雷門のエースストライカーとなった吹雪のことが認められず、反発する。
一之瀬 一哉（いちのせ かずや）
声 - 梶裕貴
ポジションはMF。アメリカにサッカー留学していた経験を持ち、「フィールドの魔術師」の異名を持つ天才ミッドフィルダー。
木野 秋（きの あき）
声 - 折笠富美子
雷門サッカー部のマネージャー。円堂とともにサッカー部を立ち上げた最初のメンバーで、彼のよき理解者。一之瀬とはアメリカ留学時代の幼なじみ。
雷門 夏未（らいもん なつみ）
声 - 小林沙苗
雷門サッカー部のマネージャー。雷門中の理事長を父に持つお嬢様。円堂のやることに何かと口をはさむ一方で、彼に好意を寄せている。
音無 春奈（おとなし はるな）
声 - 佐々木日菜子
雷門サッカー部のマネージャーで、鬼道の妹。1年生。元新聞部で、高い情報収集能力を活かして円堂たちをサポートする。

### 全国の強豪選手たち
財前 塔子（ざいぜん とうこ）
声 - 高垣彩陽
ポジションはMF。SPで構成されたサッカーチーム「SPフィクサーズ」のキャプテンを務める。男勝りな性格。得意技は「ザ・タワー」。
木暮 夕弥（こぐれ ゆうや）
声 - 宮原永海
ポジションはDF。京都にある漫遊寺中学校の1年生で、サッカー部の補欠部員。イタズラ好きなひねくれ者で、補欠ではあるが高い身体能力の持ち主。得意技は「旋風陣」。
浦部 リカ（うらべ リカ）
声 - 瀧本富士子
ポジションはFW。大阪にある女子サッカーチーム「大阪ギャルズ」のキャプテンで、関西弁で話すナニワのギャルストライカー。一之瀬に一目惚れし、彼を「ダーリン」と呼ぶ。得意技は「ローズスプラッシュ」。
立向居 勇気（たちむかい ゆうき）
声 - 立花慎之介
ポジションはMF/GK。福岡にある陽花戸中学校の1年生。元々はMFだったが、フットボールフロンティア全国大会の円堂のプレーに感銘を受け、GKに転向した経歴を持つ。それ以来彼を心の底から尊敬している。円堂の映像を見ながら「ゴッドハンド」を自己流で覚えてしまうほどの気合いと根性の持ち主。
綱海 条介（つなみ じょうすけ）
声 - 阪口周平
ポジションはDF。沖縄にある大海原中学校の3年生で、抜群の身体能力を持つサーフィン少年。豪放かつ陽気な性格で、細かいことはこだわらない。円堂たちと出会ったことでサッカーの楽しさを知り、サッカー部に入部。得意技は「ツナミブースト」。

### 真・帝国学園
不動 明王（ふどう あきお）
声 - 梶裕貴
真・帝国学園サッカー部のキャプテン。ポジションはMF。影山と共謀し、話術を駆使して鬼道のかつてのチームメイト（影山から離反していた）「佐久間」「源田」を籠絡し、雷門イレブンの前に立ちはだかる。傲慢かつ挑発的な言動が多く、勝利の為には手段を選ばない。
佐久間 次郎（さくま じろう）
声 - 田野めぐみ
鬼道の帝国時代のチームメイトの1人。ポジションはFW。不動によって心の底に秘めていた闇を引き出され、禁断とされる技「皇帝ペンギン1号」をためらいもなく使用し、鬼道たちを追い詰める。
源田 幸次郎（げんだ こうじろう）
声 - 中村悠一
鬼道の帝国時代のチームメイトの1人。ポジションはGK。不動によって佐久間ともども洗脳され、鬼道たちと対戦する。同じく禁断とされている技「ビーストファング」を使用する。
影山 零冶（かげやま れいじ）
声 - 佐々木誠二
真・帝国学園の総帥で、元帝国学園総帥。勝利のためにはどんなに卑劣な手段も平気で実行する冷酷な性格で、無敗のイナズマイレブン伝説に終止符を打ち、円堂の祖父大介を殺害したのも彼のしわざ。帝国のフットボールフロンティア40年間無敗伝説でさえも裏で手をまわしていた。前作では鬼道たちの離反によって一度逮捕されるも釈放され、世宇子中の総帥として雷門イレブンと対峙し、ドーピングすらも用いて雷門を倒そうとするも敗北、再逮捕された。しかし、本作では何者かによって解放されて逃走した模様で、愛媛に真・帝国学園を設立し、雷門イレブンに挑戦状を叩きつける。

### エイリア学園
レーゼ
声 - 小平有希
エイリア学園第一の刺客「ジェミニストーム」の主将。ポジションはMF。負けた者は生きる資格がないと考える冷酷な男。なぜかことわざに詳しい。得意技は「アストロブレイク」。
デザーム
声 - 疋田高志
エイリア学園第二の刺客「イプシロン」の主将。ポジションはGK。自分を楽しませてくれる相手を探しており、中でも雷門のエースストライカーである吹雪に対して興味を持っている。得意技は「ワームホール」。
グラン
声 - 水島大宙
エイリア学園最強のチーム「ザ・ジェネシス」の主将で、エイリア学園最強の戦士。ポジションはFW。円堂のことをよく知っている様子。得意技は「流星ブレード」。
バーン
声 - 古島清孝
『ファイア』で登場する、エイリア学園「プロミネンス」の主将。ポジションはFW。グランをライバル視している描写がある。ケンカっ早い性格。得意技は「アトミックフレア」。
ガゼル
声 - 瀧本富士子
『ブリザード』で登場する、エイリア学園「ダイヤモンドダスト」の主将。ポジションはFW。バーンと同じく、グランをライバル視している様子。冷静沈着な性格。得意技は「ノーザンインパクト」。

## バージョンの違い
ファイア
- 物語冒頭のエピソードで衝突する人物は雷門夏未。
- 隠しチームはバーン率いる「プロミネンス」。
- ファイア限定の秘伝書として、「メガネクラッシュ」や「ツインブーストF」などがある。
- ファイア限定の選手として、雷門夏未などがいる。
- OP曲が「スゲーッマジで感謝!〜スーパーファイア〜」、ED曲が「流星ボーイ」。

ブリザード
- 物語冒頭のエピソードで衝突する人物は木野秋。
- 隠しチームはガゼル率いる「ダイヤモンドダスト」。
- ブリザード限定の秘伝書として、「ジャンピングサンダー」や「ダブルトルネード」などがある。
- ブリザード限定の選手として、木野秋などがいる。
- OP曲が「つながリーヨ」、ED曲が「あいつは太陽ボーイ!」。

## ゲームシステム

### 新システム
ロングシュート
前作ではシュートをするには選手がゴールと一定の距離に入り、ゴールをタッチする必要があったが、今作では新しく画面に表示された「S」のアイコンをタッチすると長距離のシュートが打てるようになった。Lのマークがついた必殺シュートもこの時選択が可能であるが、たまに通常のシュートになってしまうこともある。
シュートブロック
シュートの範囲内にキーパー以外でBのマークがついた必殺技を覚えた選手がいれば、「シュートブロック」を行うことが可能。シュートブロックは敵のシュートを止めたり、威力を弱めたりすることができる。必殺技のロングシュートはキーパーかこのシュートブロックでしか止めることができない。『イナズマイレブン3 世界への挑戦!!』では、「○○中シュートブロック!!」などのエフェクトが追加された。
バーニングフェーズの発動方法
前作では一定の時間内に3人の選手がシュートを打ち込むことで発動したが、今作では任意のタイミングでLかRボタンを押しつづけることで各チーム一試合中一回だけゲームの時間で14分間発動できるようになった。これにより、攻防共に戦略の幅が広がった。
キーマン
選手のフォーメーションを変える画面でサブコマンド「キーマン」を選択するとその選手によってチーム全体の能力が変化する（その代り、前作にあったさくせんコマンドは廃止）。
キャラチェンジ
一部選手は「キャラチェンジ」を行うことができる。キャラチェンジを行うと、選手の性格が変化し、ポジション、能力、必殺技、属性が変化する。
スキル
選手の中には必殺技の代わりに特殊な「スキル」を覚える者もいる。スキルには自身の能力を上昇させたり、チーム全体の能力が上昇したり、一定の確率で必殺技やコマンドバトルの成功率や上昇する物など様々。スキルも秘伝書で覚えさせることができる。
エクストラ対戦ルート / プレミアム対戦ルート
エクストラ対戦ルートは、前作の練習試合に相当し、今まで対戦したチームと対戦することができる。前作の練習試合と大きく異なる点は、マスを進めて行く事と、最後まで進むと賞品が得られることである。プレミアム対戦ルートは本編クリア後の特典で、最大の特徴はチームの枠に囚われず様々な選手が入り乱れたチームと対戦ができること、挑戦するには様々な条件を満たさなければならないことである。プレミアム対戦ルートでは特典で特定の選手のスカウトが可能になる場合がある。
キーパーの優位性
キーパーがゴール付近でボールを持っているときの能力に大幅な補正がかかり、競り合いなどに勝ちやすくなった。なお、その状態のキーパーに必殺技を使うこともできなくなった。
アイテムの使用不可
今作では、試合中にGP・TPを回復させるアイテムが使用不可能になった（エンカウントバトルでは何度でも使用できる）。そのため、難易度、手先起用、緊張感は上がっている。
必殺技の進化
今作より、「必殺技の進化」というシステムが採用された。これは、必殺技を使い続けていくと、技がより強力になるというものである（その際、技の後ろに改・真という文字が付加される）。さらに、普通の必殺技よりも強い究極奥義という技も新登場。究極奥義は進化が普通の必殺技よりも遅い分、破壊力が大きくなる（究極奥義はG1から始まり、使い続けていく毎にG2、G3、G4、最終的にG5まで進化する）。選手の成長の早さが早熟・基本・晩成と設定されているように、必殺技にも速さが設定されている。

## 主題歌
ファイア
- オープニング - スゲーッマジで感謝!〜スーパーファイア〜 歌：T-Pistonz+KMC
- エンディング - 流星ボーイ 歌：Berryz工房

ブリザード
- オープニング - つながリーヨ 歌：T-pistonz+KMC
- エンディング - あいつは太陽ボーイ! 歌：宮原永海

## スタッフ
- プロデューサー / 企画・シナリオ：日野晃博
- ディレクター：藤井毅宏
- キャラクターデザイン：長野拓造
- 作曲 / サウンドディレクター：プロキオンスタジオ、光田康典
- テクニカルディレクター：赤坂泰洋
- キャラクターアートディレクター：藤井毅宏
- マップアートディレクター：佐々木秀信
- プランニングディレクター：赤坂健
- エフェクトディレクター：幸谷賢明
- プログラムディレクター：掘一夫
- シナリオ：佐々木千恵、友野祐介
- アニメーション制作：オー・エル・エム
- アニメーションエグゼクティブプロデューサー：奥野敏聡
- アニメーション監督：宮尾佳和
- アニメーションキャラクターデザイン／作画監督：をがわいちろを